# Saint-Patrice-du-Désert
Pour les articles homonymes, voir Saint-Patrice.
Saint-Patrice-du-Désert est une commune française, située dans le département de l'Orne en région Normandie, peuplée de 232 habitants.

## Géographie
Cette commune du pays de Passais est aux confins du pays d'Andaine, du Bas Maine et du pays d'Houlme. Son bourg est à 8 km au sud-est de La Ferté-Macé, à 8,5 km au nord de Couptrain et à 15 km à l'ouest de Carrouges.
| Magny-le-Désert                                     | La Motte-Fouquet        | La Motte-Fouquet            |
| Magny-le-Désert, Antoigny                           | Saint-Patrice-du-Désert | Lignières-Orgères (Mayenne) |
| Saint-Ouen-le-Brisoult, Neuilly-le-Vendin (Mayenne) | La Pallu (Mayenne)      | Lignières-Orgères (Mayenne) |

### Hydrographie
La commune est située dans le bassin Loire-Bretagne. Elle est drainée par la Gourbe, le Saint Ursin, le Chérizé et le ruisseau de la Foucherie,,.
La Gourbe, d'une longueur de 24 km, prend sa source dans la commune de Joué-du-Bois et se jette  dans la Mayenne à Méhoudin, après avoir traversé huit communes. 
Le Saint-Ursin, d'une longueur de 11 km, prend sa source dans la commune de Lignières-Orgères et se jette  dans la Gourbe sur la commune, après avoir traversé 25 communes. 
Un plan d'eau complète le réseau hydrographique : l'étang du le Petit Jard (19,58 ha),.

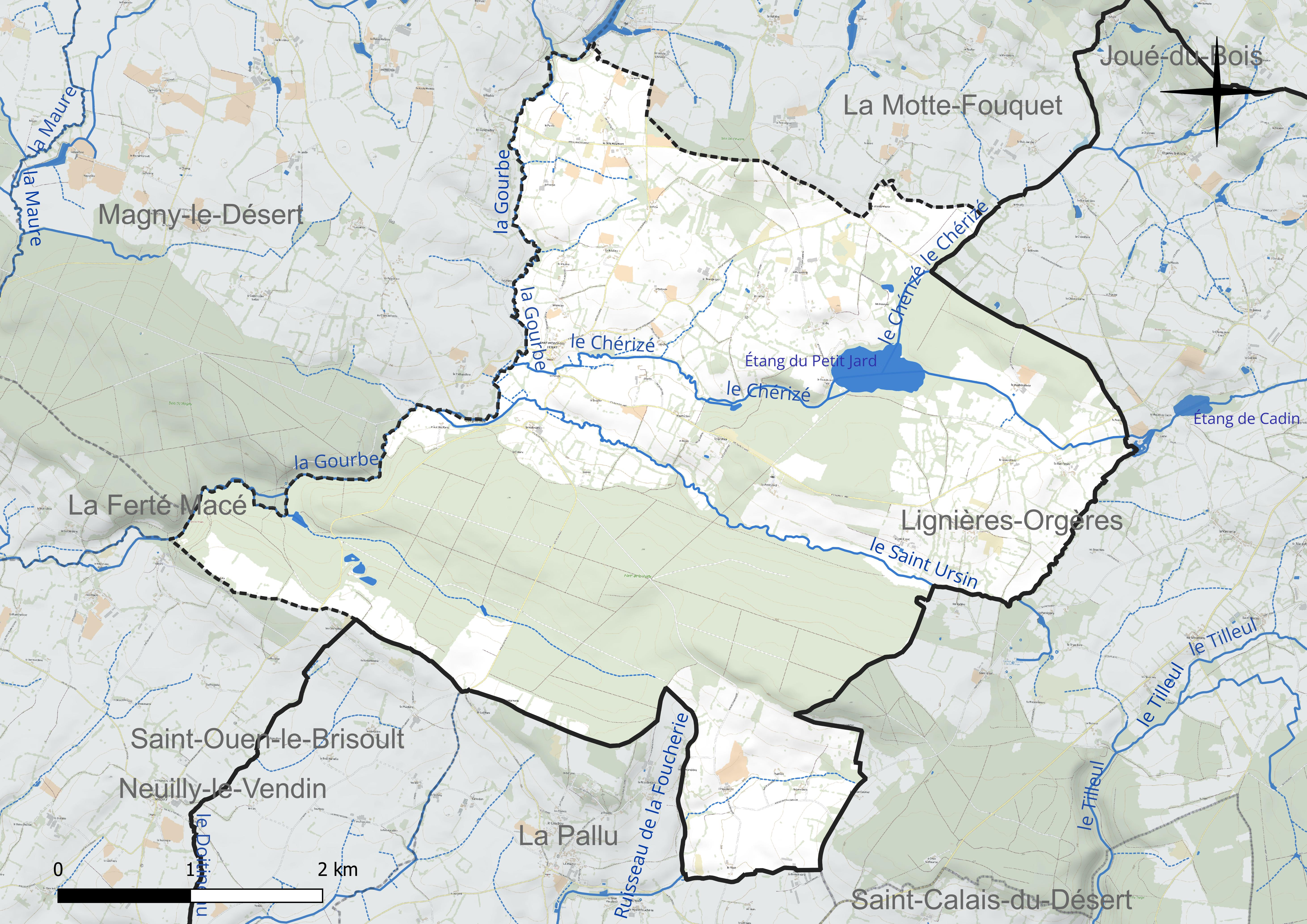
Réseau hydrographique de Saint-Patrice-du-Désert.

### Climat
Pour des articles plus généraux, voir Climat de la Normandie et Climat de l'Orne.
En 2010, le climat de la commune est de type climat océanique altéré, selon une étude du CNRS s'appuyant sur une série de données couvrant la période 1971-2000. En 2020, Météo-France publie une typologie des climats de la France métropolitaine dans laquelle la commune est exposée à un climat océanique et est dans la région climatique Normandie (Cotentin, Orne), caractérisée par une pluviométrie relativement élevée (850 mm/a) et un été frais (15,5 °C) et venté. Parallèlement le GIEC normand, un groupe régional d’experts sur le climat, différencie quant à lui, dans une étude de 2020, trois grands types de climats pour la région Normandie, nuancés à une échelle plus fine par les facteurs géographiques locaux. La commune est, selon ce zonage, exposée à un « climat contrasté des collines », correspondant au Bocage normand, bien arrosé, voire très arrosé sur les reliefs les plus exposés au flux d’ouest, et frais en raison de l’altitude.
Pour la période 1971-2000, la température annuelle moyenne est de 10,2 °C, avec une amplitude thermique annuelle de 13,6 °C. Le cumul annuel moyen de précipitations est de 853 mm, avec 12,8 jours de précipitations en janvier et 7,5 jours en juillet. Pour la période 1991-2020, la température moyenne annuelle observée sur la station météorologique la plus proche, située sur la commune de Briouze à 18 km à vol d'oiseau, est de 10,9 °C et le cumul annuel moyen de précipitations est de 920,5 mm,. Pour l'avenir, les paramètres climatiques de la commune estimés pour 2050 selon différents scénarios d’émission de gaz à effet de serre sont consultables sur un site dédié publié par Météo-France en novembre 2022.

## Urbanisme

### Typologie
Au 1er janvier 2024, Saint-Patrice-du-Désert est catégorisée commune rurale à habitat très dispersé, selon la nouvelle grille communale de densité à sept niveaux définie par l'Insee en 2022.
Elle est située hors unité urbaine. Par ailleurs la commune fait partie de l'aire d'attraction de La Ferté Macé, dont elle est une commune de la couronne,. Cette aire, qui regroupe 17 communes, est catégorisée dans les aires de moins de 50 000 habitants,.

### Occupation des sols
L'occupation des sols de la commune, telle qu'elle ressort de la base de données européenne d’occupation biophysique des sols Corine Land Cover (CLC), est marquée par l'importance des territoires agricoles (56,1 % en 2018), une proportion identique à celle de 1990 (56,1 %). La répartition détaillée en 2018 est la suivante : 
prairies (54,1 %), forêts (42,6 %), terres arables (1,8 %), eaux continentales (1,3 %), zones agricoles hétérogènes (0,2 %). L'évolution de l’occupation des sols de la commune et de ses infrastructures peut être observée sur les différentes représentations cartographiques du territoire : la carte de Cassini (XVIIIe siècle), la carte d'état-major (1820-1866) et les cartes ou photos aériennes de l'IGN pour la période actuelle (1950 à aujourd'hui).

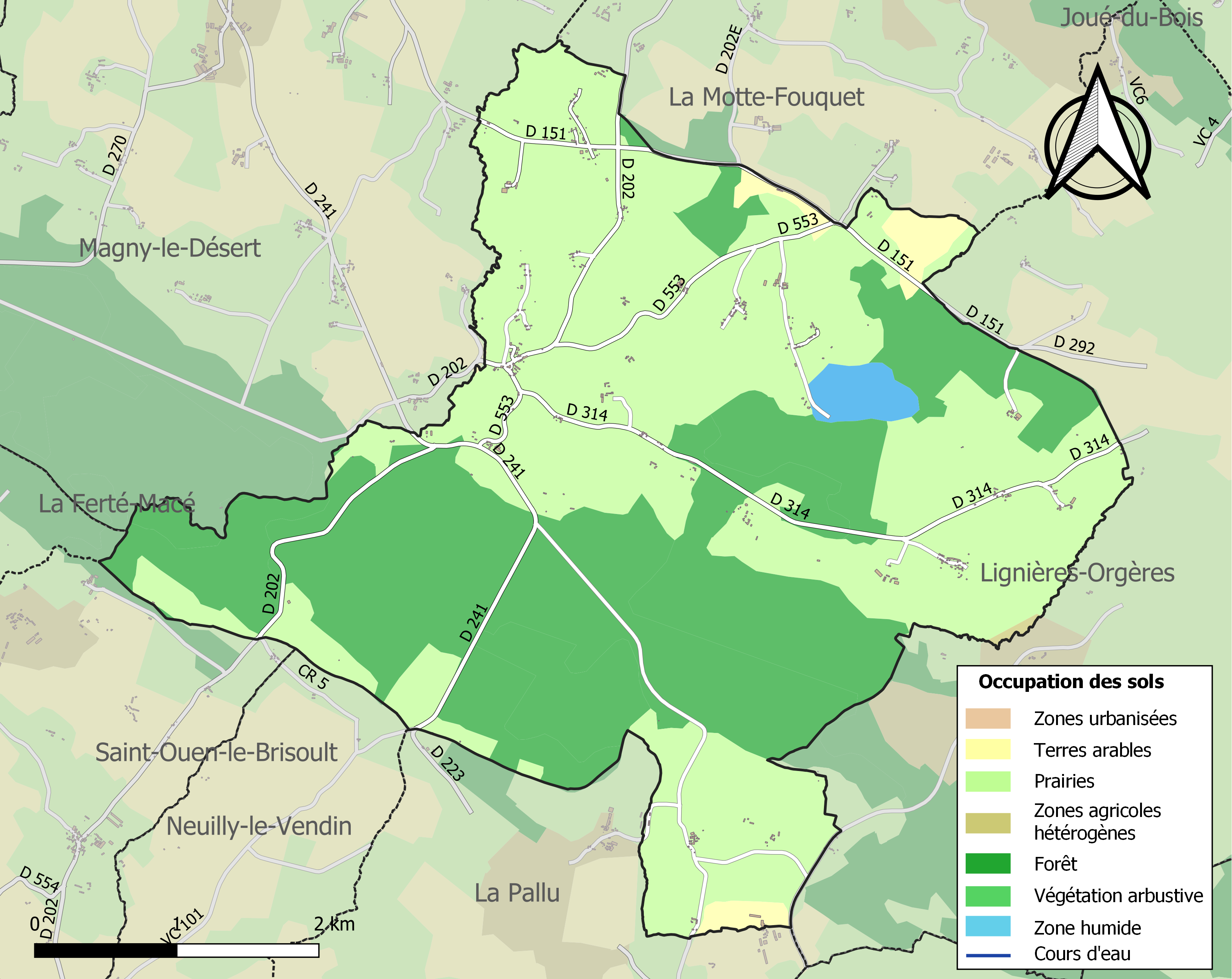
Carte des infrastructures et de l'occupation des sols de la commune en 2018 (CLC).

## Toponymie
Le toponyme est attesté sous la forme Sanctus Patricius en 1373.
La paroisse et son église sont dédiées à saint Patrice, évangélisateur de l'Irlande.
Son complément de localisation indique que le site fut fondé dans de vastes forêts inhabitées qui couvraient le pays, à l'instar des autres paroisses voisines (Saint-Maurice-du-Désert, Magny-le-Désert). En toponymie, le mot désert est habituellement utilisé pour désigner une terre inculte ou pas encore cultivée, donc dont la mise en culture fut tardive
Au cours de la période révolutionnaire de la Convention nationale (1792-1795), la commune a porté le nom de Le Désert.
Le gentilé est Saint-Patriciens.

## Politique et administration
| Période                                  | Période   | Identité               | Étiquette | Qualité          |
| ---------------------------------------- | --------- | ---------------------- | --------- | ---------------- |
| (avant 1995)                             | mars 2014 | Jean-Marie Vandergucht | SE        | Expert-comptable |
| mars 2014                                | En cours  | Raymond Esnault        | SE        | Agriculteur      |
| Les données manquantes sont à compléter. |           |                        |           |                  |

Le conseil municipal est composé de onze membres dont le maire et deux adjoints.

## Démographie
L'évolution du nombre d'habitants est connue à travers les recensements de la population effectués dans la commune depuis 1793. Pour les communes de moins de 10 000 habitants, une enquête de recensement portant sur toute la population est réalisée tous les cinq ans, les populations de référence des années intermédiaires étant quant à elles estimées par interpolation ou extrapolation. Pour la commune, le premier recensement exhaustif entrant dans le cadre du nouveau dispositif a été réalisé en 2005.
En 2022, la commune comptait 232 habitants, en évolution de +16 % par rapport à 2016 (Orne : −3,21 %, France hors Mayotte : +2,11 %).
Saint-Patrice-du-Désert a compté jusqu'à 829 habitants en 1821.
| 1793 | 1800 | 1806 | 1821 | 1836 | 1841 | 1846 | 1851 | 1856 |
| ---- | ---- | ---- | ---- | ---- | ---- | ---- | ---- | ---- |
| 660  | 749  | 818  | 829  | 798  | 766  | 780  | 819  | 773  |

| 1861 | 1866 | 1872 | 1876 | 1881 | 1886 | 1891 | 1896 | 1901 |
| ---- | ---- | ---- | ---- | ---- | ---- | ---- | ---- | ---- |
| 775  | 755  | 704  | 660  | 635  | 573  | 544  | 520  | 494  |

| 1906 | 1911 | 1921 | 1926 | 1931 | 1936 | 1946 | 1954 | 1962 |
| ---- | ---- | ---- | ---- | ---- | ---- | ---- | ---- | ---- |
| 477  | 452  | 378  | 323  | 315  | 331  | 287  | 284  | 268  |

| 1968 | 1975 | 1982 | 1990 | 1999 | 2005 | 2006 | 2010 | 2015 |
| ---- | ---- | ---- | ---- | ---- | ---- | ---- | ---- | ---- |
| 238  | 233  | 198  | 193  | 197  | 188  | 181  | 198  | 202  |

| 2020 | 2022 | - | - | - | - | - | - | - |
| ---- | ---- | - | - | - | - | - | - | - |
| 227  | 232  | - | - | - | - | - | - | - |

## Lieux et monuments
- Château du Petit-Jard, du XIXe siècle, inscrit au titre des Monuments historiques depuis le 11 septembre 2005[32].
- Église Saint-Patrice, du XIXe siècle.

## Héraldique
| Blason à dessiner | Blason  | Parti: au 1er échiqueté de sinople et d'or de huit tires, au 2e échiqueté d'or et de sinople de huit tires; à la vergette de sinople chargée en chef d'un saint Éloi d'or portant une enclume du même, brochant sur la partition, au massacre de cerf de sable brochant en pointe; le tout sommé d'un chef d'or chargé de trois trèfles de sinople. |
| Blason à dessiner | Détails | Adopté le 28 juin 2022. |